# Joachim Otto von Bassewitz

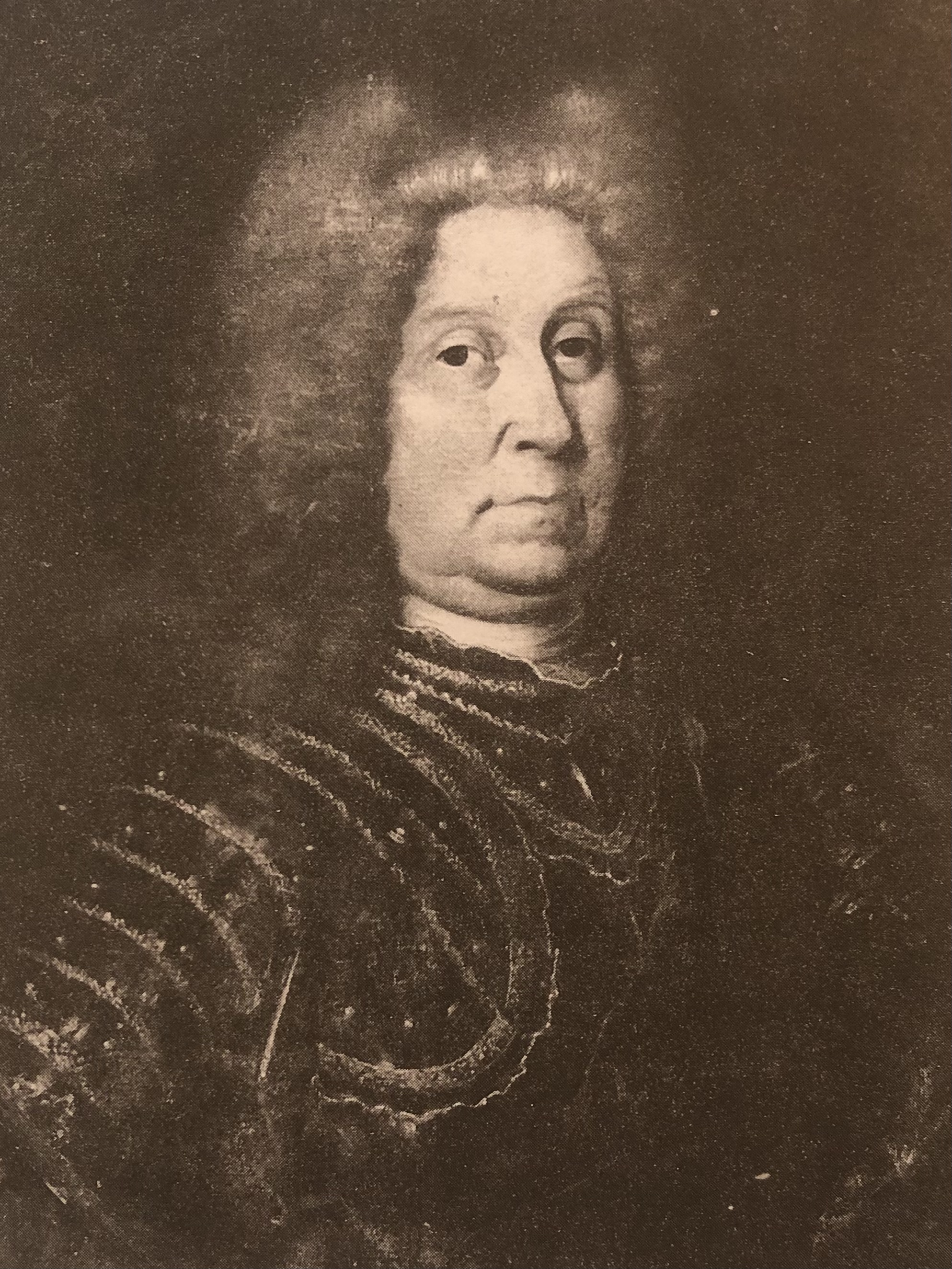
Joachim Otto von Bassewitz

Joachim Otto von Bassewitz (auch: Bassewiß) (* 8. Februar 1686; † 10. März 1733) war u. a. Holstein-Gottorpscher Geheimer Rat, Kammerpräsident und Amtmann zu Kiel.

## Leben
Er entstammte der alten mecklenburgischen Familie von Bassewitz. Seine Eltern waren der Landrat Philipp Cuno von Bassewitz und Catharina Oelgard von Lehsten. Verheiratet war er in erster Ehe mit Catharina Ilsabe von Bassewitz (1693–1717). Nach deren Tod heiratete er 1720  Adelheid Benedicte von Ahlefeldt. Sie war die Tochter des Benedikt von Ahlefeldt und der Elisabeth von Moltke. Joachim Otto von Bassewitz hatte zwei Kinder aus erster Ehe, darunter die spätere Schriftstellerin Sabine Elisabeth Oelgard von Bassewitz und ein Kind aus zweiter Ehe. Nur Sabine überlebte ihren Vater. Sein Bruder war Henning Friedrich Graf von Bassewitz.
Zunächst wurde er Fürstlich Naumburgscher Kammerjunker, danach Königlich Polnischer und Chursächsischer Kammerherr. Zwischenzeitlich Gesandter am Berliner Hof, wurde er später Amtmann von Bordesholm, Kiel und Neumünster. Zuletzt ernannte ihn Herzog Carl Friedrich von Holstein-Gottorp zum Geheimrath und Kammerpräsident, sowie Schlosshauptmann in Kiel. Außerdem war er Geheimrath beim Bischof von Lübeck in Eutin. Er war Herr der mecklenburgischen Güter Dalwitz, Stierow, Stechow und Holz-Lübchin. Bassewitz war Ritter des St. Alexander-Newsky-Ordens.